# Susumu Hagiwara

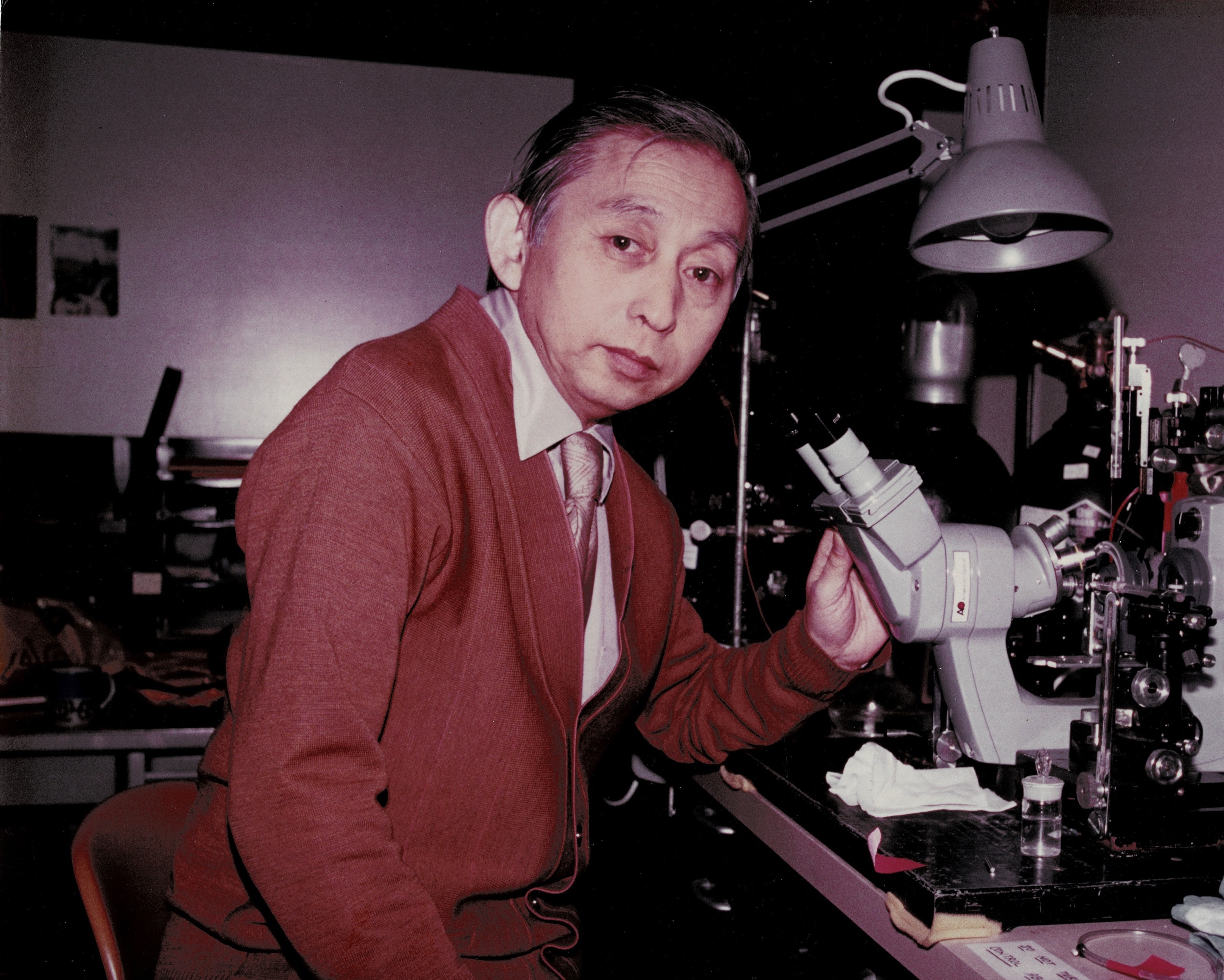
Susumu Hagiwara, etwa 1980

Susumu „Hagi“ Hagiwara (萩原進; * 6. November 1922 in Yūbari auf Hokkaidō; † 1. April 1989 in Los Angeles, Kalifornien) war ein japanisch-amerikanischer Neurowissenschaftler (Neurophysiologie).
Hagiwara galt als Experte für die Erregbarkeit von Nervenzellen und für die Bedeutung von Calciumkanälen.

## Leben
Hagiwara erwarb an der Universität Tokio 1946 einen M.D. und 1951 einen Ph.D. Als Postdoktorand arbeitete er bei Yngve Zotterman in Stockholm, bei Sven Dijkgraaf in Utrecht, bei John William Sutton Pringle, Alan Hodgkin und Edgar Adrian in Cambridge und bei Ichiji Tasaki in Bethesda, Maryland, bei Theodore H. Bullock am Marine Biological Laboratory in Woods Hole, Massachusetts, und bei Charles Edwards und Stephen W. Kuffler an der Johns Hopkins University, bevor er an der Medizinischen und Zahnmedizinischen Universität Tokyo 1959 unter Yasuji Katsuki zum Professor für Physiologie aufstieg. Er wechselte 1960 an das Brain Research Institute der University of California, Los Angeles (UCLA). Von 1965 bis 1969 war er als Professor für Neurobiologe an der University of California, San Diego (UCSD), anschließend wieder an der UCLA. 1971 nahm er die amerikanische Staatsbürgerschaft an.
Hagiwara hatte keine gute Gesundheit, schon als junger Mann wurde ihm ein Lungenflügel wegen einer Tuberkulose entfernt. Er starb an den Folgen einer Herzerkrankung und seiner vorgeschädigten Lunge. Susumu Hagiwara war mit Satoko Hagiwara verheiratet, das Paar hatte einen Sohn.

## Wirken
Hagiwara konnte wesentlich zur Erforschung von Ionenkanälen in Biomembranen zahlreicher unterschiedlicher Spezies – darunter insbesondere Meerestiere – beitragen, von Unterformen der Ionenkanäle und ihrem Beitrag zur Erregbarkeit und zu anderen Zellfunktionen. Insbesondere konnte er Aspekte der Funktion von Calciumkanälen bei Muskelzellen, Herzmuskelzellen, neuroskretorischen Zellen, embryonalen Zellen, Tumorzellen und Lymphozyten aufklären. Seine Forschung trug zum Verständnis der Wirkung verschiedener Substanzen bei, darunter Norephedrin, Gamma-Aminobuttersäure, Serotonin und Calciumantagonisten.
Weitere Arbeiten befassten sich mit der Mathematik stochastischer Prozesse und mit Mechanismen der neuronalen Informationscodierung. Hagiwara führte Tetraethylammoniumion als Blocker von Kaliumkanälen ein. Den Kaliumkanal A und seine Bedeutung für die Neurofunktion charakterisierte er.
Die Datenbank Scopus, die wissenschaftliche Zitationen seit etwa 1970 erfasst, gibt für Hagiwara einen h-Index von 46 an (Stand Mai 2021).

## Auszeichnungen (Auswahl)
- 1971 Mitglied der American Academy of Arts and Sciences[2]
- 1976 Kenneth Cole Award der Biophysical Society
- 1977 Fellow der American Association for the Advancement of Science
- 1978 Mitglied der National Academy of Sciences[3]
- 1983 Ehrendoktorat der Universität Pierre und Marie Curie
- 1984 Ralph-W.-Gerard-Preis[4]
- postum Orden der Aufgehenden Sonne
- An der University of California, Los Angeles, gab es einen Hagiwara Chair of Neurobiology, erster Inhaber war Francisco Bezanilla.